# USS Rooks (DD-804)
USS Rooks (DD-804) là một tàu khu trục lớp Fletcher được Hải quân Hoa Kỳ chế tạo trong Chiến tranh Thế giới thứ hai. Nó là chiếc tàu chiến duy nhất của Hải quân Mỹ được đặt theo tên Đại tá Hải quân Albert H. Rooks (1891-1942), Hạm trưởng tàu tuần dương hạng nặng USS Houston (CA-30), người được truy tặng Huân chương Danh dự sau Trận chiến eo biển Sunda. Nó đã hoạt động cho đến hết Thế Chiến II, ngừng hoạt động một thời gian ngắn, rồi tái biên chế trở lại năm 1951 và tiếp tục phục vụ trong Chiến tranh Triều Tiên và sau đó, cho đến khi được chuyển cho Chile năm 1962, và hoạt động như là chiếc Cochrane. Nó ngừng hoạt động và bị tháo dỡ năm 1983. Rooks được tặng thưởng ba Ngôi sao Chiến trận do thành tích phục vụ trong Thế Chiến II, và thêm hai Ngôi sao Chiến trận khác khi phục vụ tại Triều Tiên.

## Thiết kế và chế tạo
Rooks được đặt lườn tại xưởng tàu của hãng Todd Pacific Shipyards ở Seattle, Washington vào ngày 27 tháng 10 năm 1943. Nó được hạ thủy vào ngày 6 tháng 6 năm 1944; được đỡ đầu bởi bà Edith R. Rooks, vợ góa Đại tá Rooks, và nhập biên chế vào ngày 2 tháng 9 năm 1944 dưới quyền chỉ huy của Trung tá Hải quân Robert F. Martin.

## Lịch sử hoạt động

### Thế Chiến II
Sau khi hoàn tất chạy thử máy ngoài khơi bờ biển San Diego, California và được đại tu sau thử máy tại Xưởng hải quân Puget Sound, Rooks lên đường đi quần đảo Hawaii để thực hành đổ bộ và thực tập bắn phá bờ biển. Nó khởi hành vào ngày 22 tháng 1 năm 1945 cùng một chi hạm đội tàu đổ bộ LST để đi Eniwetok, quần đảo Marshall, chặng đầu tiên của hành trình đi ra khu vực chiến sự. Nó cùng các tàu LST tiếp tục đi đến Saipan cho một cuộc tổng dượt đổ bộ khác.
Rooks tham gia trận Iwo Jima khi đi đến ngoài khơi hòn đảo này vào đúng ngày đổ bộ 19 tháng 2, bảo vệ cho các tàu đổ bộ LST trên đường đi đến bãi đổ bộ, rồi làm nhiệm vụ cột mốc radar canh phòng. Sang xế trưa, nó đi đến phía Đông Nam Iwo Jima hỗ trợ cho cuộc đổ bộ của lực lượng Thủy quân Lục chiến, giúp vô hiệu hóa nhiều khẩu đội pháo bờ biển đối phương. Nó lại bắn phá các bãi đổ bộ tại Iwo Jima vào các ngày 21-22 tháng 2 và 25-26 tháng 2, chịu thương vong một thủy thủ tử trận vào ngày 22 tháng 2 do mảnh đạn súng cối đối phương bắn trả. Trong giai đoạn này nó cũng làm nhiệm vụ tuần tra cảnh báo phòng không và chống tàu ngầm cho lực lượng đổ bộ.
Rooks rời Iwo Jima để đi Saipan vào ngày 28 tháng 2, trong thành phần hộ tống một đoàn tàu vận tải. Sau đó nó cùng một tàu khu trục khác đi Ulithi; bảo vệ cho hai tàu sân bay hộ tống đi Leyte, Philippines. Sau khi được huấn luyện, nó lên đường đi Okinawa vào ngày 25 tháng 3. Đến nơi vào đúng ngày Chúa nhật Phục sinh 1 tháng 4, nó bắt đầu một đợt hoạt động bắn phá kéo dài 87 ngày liên tục, nơi nó đã bắn tổng cộng 18.624 quả đạn pháo 5 in (130 mm). Trong giai đoạn này, nó phải bước vào báo động trực chiến 131 lần, và trong bốn dịp đã là mục tiêu của những máy bay tấn công tự sát Kamikaze đối phương. Con tàu được ghi công bắn rơi sáu máy bay đối phương trong Trận Okinawa. Ngoài nhiệm vụ bắn phá bờ biển, chiếc tàu khu trục còn làm nhiệm vụ tuần tra phòng không và chống tàu ngầm, và nhiều đêm đã di chuyển cùng lực lượng bảo vệ dọc hòn đảo. Nó thường xuyên quay trở lại để bổ sung nhiên liệu, đạn dược và tiếp liệu.
Ngày 6 tháng 4 là một ngày đặc biệt bận rộn đối với Rooks', khi nó trợ giúp bắn rơi sáu máy bay đối phương tấn công lực lượng đổ bộ lúc 01 giờ 00. Đến khoảng 16 giờ 00, khu vực của nó chịu đựng ít nhất 110 máy bay đối phương tấn công, và cho đến 16 giờ 48 phút nó đã bắn rơi một chiếc Kamikaze và trợ giúp vào việc bắn rơi năm chiếc khác. Đến 17 giờ 12 phút, nó được lệnh đi đến trợ giúp để hộ tống tàu khu trục Hyman (DD-732), vốn bị hư hại bởi một máy bay cảm tử Nhật Bản, quay trở về nơi neo đậu. Nó đi đến nơi khi Hyman tiếp tục bị tấn công; và sau khi bắn rơi một máy bay tiêm kích Mitsubishi A6M Zero "Zeke" cùng một máy bay ném bom bổ nhào Aichi D3A "Val", Rooks đã hộ tống Hyman quay trở về nơi neo đậu Hagushi, và gửi một đội y tế sang giúp cứu chữa những người bị thương trên tàu đồng đội.
Vào ngày 4 tháng 7, Rooks lên đường cùng nhiều tàu quét mìn thuộc nhiều lớp và kích cỡ khác nhau, cho một chiến dịch quét mìn quy mô lớn trong biển Hoa Đông. Là chiếc tàu khu trục duy nhật trong đội, nó được phân công vai trò hỗ trợ hỏa lực, nhưng các khẩu pháo của nó chỉ giúp vào việc phá hủy những quả thủy lôi trôi nổi trên mặt nước. Nó cũng hoạt động trong vai trò cột mốc radar, giúp định vị tọa độ hướng dẫn các tàu quét mìn đi dọc theo tuyến quét mìn, và thường xuyên được yêu cầu trợ giúp xác định tọa độ hàng hải qua những phao được thả để đánh dấu giới hạn khu vực quét. Công việc này kéo dài suốt tháng 7.
Rooks khởi hành từ vịnh Buckner, Okinawa vào ngày 1 tháng 8 để hộ tống các tàu tuần dương hạng nặng Salt Lake City (CA-25) và Chester (CA-27) đi Saipan. Tiếp tục đi đến Ulithi, nó hộ tống ba tàu vận chuyển đi Leyte, và sau khi được sửa chữa nó rời Leyte vào ngày 1 tháng 9 hộ tống một nhóm tàu đổ bộ LST đi Okinawa. Sang ngày 11 tháng 9, nó lên đường đi Nagasaki để trợ giúp vào việc hồi hương các cựu tù binh chiến tranh Đồng Minh; và rời Nagasaki đi Okinawa vào ngày 15 tháng 9 cùng 92 hành khách, hầu hết là sĩ quan Anh bị bắt tại Singapore năm 1942. Con tàu quay trở lại Nagasaki với Chuẩn đô đốc William H. P. Blandy, Tư lệnh Khu trục Hạm đội Thái Bình Dương trên tàu, để thị sát căn cứ hải quân chủ lực Sasebo của Hải quân Nhật Bản. Chiếc tàu khu trục tiếp tục hoạt động tại vùng biển Nhật Bản và Okinawa trước khi rời Yokosuka vào ngày 26 tháng 10, quay trở về Hoa Kỳ ngang qua Trân Châu Cảng, và về đến San Francisco vào ngày 10 tháng 11.
Rooks được đưa về Hạm đội Dự bị Thái Bình Dương tại Bremerton, Washington vào ngày 15 tháng 11, 1945. Nó sau đó được chuyển đến Đội San Diego, và được cho xuất biên chế vào ngày 11 tháng 6, 1946.

### 1951 - 1962

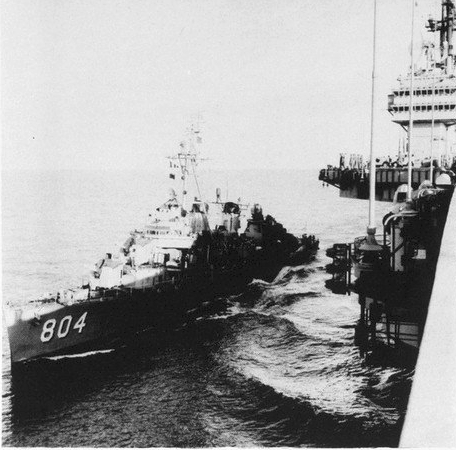
Rooks trên đường đi cặp bên mạn tàu sân bay, năm 1956.

Sau khi Chiến tranh Triều Tiên nổ ra khiến Hải quân Hoa Kỳ thiếu hụt số tàu chiến hoạt động, Rooks được cho nhập biên chế trở lại vào ngày 19 tháng 5, 1951; và sau một giai đoạn ngắn trong thành phần Hạm đội Thái Bình Dương Hoa Kỳ, nó vượt kênh đào Panama để gia nhập Hạm đội Đại Tây Dương Hoa Kỳ, biên chế cùng Hải đội Khu trục 20 và đặt căn cứ tại Newport, Rhode Island từ ngày 13 tháng 10.
Trong năm 1952, Rooks hoàn tất một lượt đại tu và tham gia các đợt huấn luyện, đặc biệt là chống tàu ngầm. Vào ngày 6 tháng 9, Hải đội Khu trục 20 rời vùng bờ Đông Hoa Kỳ để đi sang Triều Tiên, nơi Rooks hỗ trợ cho lực lượng Liên Hợp Quốc. Nó phục vụ hộ tống và canh phòng máy bay cho Lực lượng Đặc nhiệm 77, lực lượng tàu sân bay nhanh thuộc Đệ thất Hạm đội, và cùng Lực lượng Đặc nhiệm 95 cho nhiệm vụ hộ tống và phong tỏa bờ biển bán đảo Triều Tiên; nó đặc biệt tham gia các đợt bắn phá các cảng Bắc Triều Tiên như Songjin, Wonsan và Chongjin. Đến tháng 2, 1953, nó lên đường quay trở về Hoa Kỳ qua ngã Ấn Độ Dương, Địa Trung Hải và Đại Tây Dương, về đến Newport, Rhode Island vào ngày 11 tháng 4.
Rooks tiếp nối các hoạt động tại chỗ từ Newport trong thành phần Đệ Nhị hạm đội. Nó được đại tu vào giữa năm 1954, và được bố trí sang Địa Trung Hải từ tháng 9, 1954 đến tháng 2, 1955. Sau khi quay trở về Hoa Kỳ, nó phục vụ như tàu huấn luyện cho học viên Trường tác xạ khu trục Đại Tây Dương, rồi sang mùa Hè đã thực tập chống tàu ngầm và hộ tống. Trong năm 1956, con tàu hoạt động dọc bờ biển Đại Tây Dương và vùng biển Caribe, tham gia tuần tra Hàng rào Đại Tây Dương trong tháng 12. Sau đó Rooks đã hai lượt được bố trí sang Địa Trung Hải, cùng một chuyến đi đến Hồng Hải vào tháng 9, 1958.
Sau một đợt đại tu cùng những hoạt động thường lệ tại bờ Đông và vùng biển Caribe, một lần nữa Rooks lại được bố trí sang Địa Trung Hải cho đến tháng 8, 1959. Sang năm 1960, nó thực hiện chuyến đi huấn luyện cho học viên sĩ quan hải quân kéo dài hai tháng, và một lượt bố trí sang vùng biển Ả Rập ngang qua Địa Trung Hải để tham gia tập trận phối hợp cùng khối CENTO. Đến năm 1961, sau những hoạt động thường lệ tại bờ Đông và vùng biển Caribe, nó tham gia canh phòng dọc đường bay của Freedom 7, chuyến bay vũ trụ có người lái đầu tiên của Hoa Kỳ, cũng như một chuyến đi huấn luyện học viên sĩ quan đến Halifax, Nova Scotia, hoạt động chống tàu ngầm tại Bắc Đai Tây Dương, cùng viếng thăm các cảng Portsmouth và Rotterdam.
Rooks tiếp tục phục vụ cùng Hạm đội Đại Tây Dương cho đến ngày 26 tháng 7, 1962, khi nó được chuyển giao cho Chile theo Chương trình Hỗ trợ Quân sự.

### Cochrane
Con tàu phục vụ cùng Hải quân Chile như là chiếc Cochrane, được đặt tên theo Đô đốc Thomas Cochrane (1775–1860), người có công thành lập và chỉ huy Hải quân Chile trong giai đoạn 1817–1822. Cochrane ngừng hoạt động và bị tháo dỡ năm 1983.

## Phần thưởng
Rooks được tặng thưởng ba Ngôi sao Chiến trận do thành tích phục vụ trong Thế Chiến II, và thêm hai Ngôi sao Chiến trận khác khi phục vụ tại Triều Tiên.